# Grembach Łódź w Euro Winners Cup
Grembach Łódź w Euro Winners Cup zadebiutował w 2013 roku. Wziął udział w czterech edycjach. Największy sukces Grembach osiągnął w sezonie 2013, zdobywając 6. miejsce. Najwięcej bramek zdobył Witold Ziober, tj. 19.

## 2013

### Faza grupowa
| 1. 15 maja 2013 14:45 | Grembach Łódź · Ziober 1' 36' · Saganowski 14' 35' · Golański 36' | 5:1(1:0, 1:1, 3:0)Raport | Kreiss · Rubenis 16' | UMPI Smart Beach Arena, boisko nr 1, San Benedetto del Tronto |
|                       |                                                                   |                          |                      |                                                               |

| 2. 16 maja 2013 14:45 | Baku FC · Aliyev 33' | 1:2(0:0, 0:2, 1:0)Raport | Grembach Łódź · Saganowski 25' · Ziober 25' | UMPI Smart Beach Arena, boisko nr 1, San Benedetto del Tronto |
|                       |                      |                          |                                             |                                                               |

| 3. 17 maja 2013 16:00 | ASD Terracina BS · Corosiniti 21' · Gomez 22' · Olleia 23' · Frainetti 30' | 4:5(0:1, 3:2, 1:2)Raport | Grembach Łódź · Mordon 5' · Saganowski 13' · Widzicki 25' · Ziober 26' · Olejniczak 31' | UMPI Smart Beach Arena, boisko nr 1, San Benedetto del Tronto |
|                       |                                                                            |                          |                                                                                         |                                                               |

#### Tabela grupowa
| Team             | M | Z | Z+ | P | B+ | B- | +/- | Pkt |
| ---------------- | - | - | -- | - | -- | -- | --- | --- |
| Grembach Łódź    | 3 | 3 | 0  | 0 | 12 | 6  | +6  | 9   |
| ASD Terracina BS | 3 | 2 | 0  | 1 | 14 | 9  | +5  | 6   |
| Baku FC          | 3 | 0 | 1  | 2 | 7  | 9  | –2  | 2   |
| Kreiss           | 3 | 0 | 0  | 3 | 8  | 17 | –9  | 0   |

| Awans do fazy pucharowej |

### Faza pucharowa

#### Ćwierćfinał
| 4. 18 maja 2013 10:15 | Grembach Łódź · Golański 9' · Ziober 21' · Wydmuszek 24' · Saganowski 35' | 4:5(1:3, 2:2, 1:0)Raport | Griffin Kijów · Romanovskij 5' · Panteleichuk 10' · Borsuk 11' 21' · Eremeev 24' | UMPI Smart Beach Arena, boisko nr 1, San Benedetto del Tronto |
|                       |                                                                           |                          |                                                                                  |                                                               |

#### Półfinały 5-8
| 5. 18 maja 2013 17:45 | Goldwin Pluss · Ughy 2' 7' 28' | 4:6(2:2, 0:3, 2:1)Raport | Grembach Łódź · Golański 2' · Wydmuszek 12' · Saganowski 13' · Ziober 19' · Baran 23' 25' | UMPI Smart Beach Arena, boisko nr 2, San Benedetto del Tronto |
|                       |                                |                          |                                                                                           |                                                               |

#### Mecz o 5. miejsce
| 6. 19 maja 2013 16:00 | Grembach Łódź · Baran · Mordon | 3:6Raport | ASD Terracina BS · Spada · Olleia · Corosiniti · Frainetti · Feudi · Gomez | UMPI Smart Beach Arena, boisko nr 1, San Benedetto del Tronto |
|                       |                                |           |                                                                            |                                                               |

## 2014

### Faza grupowa
| 1. 3 czerwca 2014 13:15 | Grembach Łódź · Musik 6' · Ziober 12' · Saganowski 30' | 3:2(2:1, 0:1, 1:0)Raport | Spartak 2012 Varna · Tsvetkov 2' 19' | Katania |
|                         |                                                        |                          |                                      |         |

| 2. 4 czerwca 2014 12:00 | Grembach Łódź · Stankovic 3' 22' 36' · Saganowski 5' | 4:3(2:0, 1:2, 1:1)Raport | Marseille Beach Team · Borsuk 23' · Zborowskij 25' · Kornijczuk 31' | Katania |
|                         |                                                      |                          |                                                                     |         |

| 3. 5 czerwca 2014 17:00 | Milano BS | 7:6(3:1, 1:1, 3:4)Raport | Grembach Łódź · Ziober 4' · Marciniak 22' · Saganowski 28' 34' · Stankovic 30' · Golański 33' | Katania |
|                         |           |                          |                                                                                               |         |

#### Tabela grupowa
| Team                 | M | Z | Z+ | P | B+ | B- | +/- | Pkt |
| -------------------- | - | - | -- | - | -- | -- | --- | --- |
| Milano BS            | 3 | 3 | 0  | 0 | 19 | 12 | +7  | 9   |
| Grembach Łódź        | 3 | 2 | 0  | 1 | 13 | 12 | +1  | 6   |
| Marseille Beach Team | 3 | 1 | 0  | 2 | 15 | 14 | +1  | 3   |
| Spartak 2012 Varna   | 3 | 0 | 0  | 3 | 10 | 19 | –9  | 0   |

| Awans do fazy pucharowej |

### Faza pucharowa

#### 1/8 finału
| 4. 6 czerwca 2014 12:00 | Artur Music Kijów | 3:3, k. 6:5(0:1, 1:1, 2:1)Raport | Grembach Łódź · Saganowski 10' · Stankovic 18' 30' | Katania |
|                         |                   |                                  |                                                    |         |

## 2016

### Faza grupowa
| 1. 23 maja 2016 15:45 | Grembach Łódź · Rangel 21' | 1:2(0:1, 1:0, 0:1)Raport | Lokomotiw Moskwa · Valença 3' · Makarow 25' | Domus Bet Arena, Katania |
|                       |                            |                          |                                             |                          |

| 2. 24 maja 2016 13:15 | IGOL · Budraitis 9' · Wasilews 24' | 2:9(1:5, 1:1, 0:3)Raport | Grembach Łódź · Ziober 2' · Baran 6' 6' · Clarke 9' · Rangel 11' 34' 36' · Day 23' · Widzicki 31' | Domus Bet Arena, Katania |
|                       |                                    |                          |                                                                                                   |                          |

| 3. 25 maja 2016 13:15 | Analyaspor · Keskin 20' · Baris 21' 34' · Madjer 36' | 4:9(0:2, 2:1, 2:6)Raport | Grembach Łódź · Vini 2' · Rangel 11' 26' 20' · Baptista 21' (sam.) · Widzicki 26' 36' · Baran 28' · Ziober 34' | Domus Bet Arena, Katania |
|                       |                                                      |                          | |                          |

#### Tabela grupowa
| Team             | M | Z | Z+ | P | B+ | B- | +/- | Pkt |
| ---------------- | - | - | -- | - | -- | -- | --- | --- |
| Lokomotiw Moskwa | 3 | 3 | 0  | 0 | 23 | 3  | +20 | 9   |
| Grembach Łódź    | 3 | 2 | 0  | 1 | 19 | 8  | +11 | 6   |
| Analyaspor       | 3 | 1 | 0  | 2 | 11 | 21 | -10 | 3   |
| IGOL             | 3 | 0 | 0  | 3 | 6  | 27 | –21 | 0   |

| Awans do fazy pucharowej |

### Faza pucharowa

#### 1/8 finału
| 4. 26 maja 2016 15:45 | Artur Music Kijów · Stankovic 6' 24' · Ott 12' 16' | 4:3(2:0, 2:2, 0:1)Raport | Grembach Łódź · Rangel 13' · Ziober 23' · Day 29' | Domus Bet Arena, Katania |
|                       |                                                    |                          |                                                   |                          |

## 2017

### Faza grupowa
| 1. 29 maja 2017 11:00 | Delta Saratow · Da Silva 6' 16' 35' · Pankratow 18' · Rangel 22' 32' | 6:2(1:1, 3:1 2:0)Raport | Grembach Łódź · Cabral 6' · Day 18' | Stadio Nazare, Nazare |
|                       |                                                                      |                         |                                     |                       |

| 2. 30 maja 2017 10:00 | Grembach Łódź · Ziober 2' 16' 22' · Day 5' · Vini 7' · Cabral 21' 35' · Baran 34' | 8:3(3:2, 3:1, 2:0)Raport | Grande Motte Pyramide · Barbotti 5' 10' · François 21' | Stadio Nazare, Nazare |
|                       |                                                                                   |                          |                                                        |                       |

| 3. 31 maja 2017 10:00 | Grembach Łódź · Ziober 10' 13' 28' · Cabral 26' 32' | 5:3(1:1, 1:0, 3:2)Raport | Falfala Kfar Qassem · Ferreira Da Silva 11' 32' · Tambau 35' | Stadio Nazare, Nazare |
|                       |                                                     |                          |                                                              |                       |

#### Tabela grupowa
| Team                  | M | Z | Z+ | P | B+ | B- | +/- | Pkt |
| --------------------- | - | - | -- | - | -- | -- | --- | --- |
| Delta Saratow         | 3 | 3 | 0  | 0 | 17 | 8  | +9  | 9   |
| Grembach Łódź         | 3 | 2 | 0  | 1 | 15 | 12 | +3  | 6   |
| Falfala Kfar Qassem   | 3 | 1 | 0  | 2 | 11 | 12 | -1  | 3   |
| Grande Motte Pyramide | 3 | 0 | 0  | 3 | 9  | 20 | –11 | 0   |

| Awans do fazy pucharowej |

### Faza pucharowa

#### 1/8 finału
| 4. 1 czerwca 2017 14:45 | Lokomotiw Moskwa · Nikonorow 1' 6' · Valença 3' · Araujo 9' 15' · Szajkow 21' · Czużkow 23' | 7:3(4:0, 3:1, 0:2)Raport | Grembach Łódź · Cabral 21' · Widzicki 32' · Romrig 36' | Stadio Nazare, Nazare |
|                         |                                                                                             |                          |                                                        |                       |

#### Mecz o miejsca 9-16
| 5. 2 czerwca 2017 18:30 | Grembach Łódź · Baran 17' · Day 18' · Cabral 22' | 3:4(0:2, 3:2, 0:0)Raport | Dinamo Batumi · Llorenç Gómez 1' 15' 23' · Battini 6' | Stadio Nazare 2, Nazare |
|                         |                                                  |                          |                                                       |                         |

#### Mecz o miejsca 13-16
| 6. 3 czerwca 2017 19:45 | Grembach Łódź · Cabral 13' · Ziober 15' · Romrig 17' 33' · Baran 22' · Widzicki 25' | 6:5(0:2, 4:2, 2:1)Raport | ACD Sótão · Carmo 5' · Pombinho 7' · Vidinha 17' · Murracas 22' · Goto 28' | Stadio Nazare, Nazare |
|                         |                                                                                     |                          |                                                                            |                       |

#### Mecz o 13. miejsce
| 7. 4 czerwca 2017 18:30 | Grembach Łódź · Baran 4' · Day 10' · Ziober 18' | 3:1(2:0, 1:1, 0:0)Raport | Griffin Kijów · Aranowskij 18' | Stadio Nazare 2, Nazare |
|                         |                                                 |                          |                                |                         |

## Strzelcy goli dla Grembacha
| Bramki | Strzelcy goli dla Grembacha                                                      |
| ------ | -------------------------------------------------------------------------------- |
| 19     | Witold Ziober                                                                    |
| 11     | Daniel Baran, Bogusław Saganowski                                                |
| 8      | Frederico Cabral, Dejan Stankovic, Igor Rangel                                   |
| 6      | Mitchell Day, Marek Widzicki                                                     |
| 4      | Piotr Golański                                                                   |
| 3      | Olivier Romrig                                                                   |
| 2      | Vinicius Guedes, Tomasz Wydmuszek                                                |
| 1      | Baptista (sam.), Aaron Clarke, Maciej Marciniak, Tomasz Musik, Marcin Olejniczak |